# Кюринский, Юсуф-бек Таир-бек оглы
Юсуф-бек Таир-бек оглы Кюринский (1806, Дербент — 19 декабря 1878, Дербент) — генерал-майор, участник Кавказской войны. Юсуф-бек — сын Тагир-бека, сына Шахмардан-бека, сына Мухаммад-хана Казикумухского, управляющий Кюринским ханством в 1859–1864 годах.

## Биография
Родился в 1806 году, принадлежит к роду казикумухских ханов. В военную службу вступил в начале 1820-х годов в кавалерию Отдельного Кавказского корпуса и с 1823 года принимал участие в походах против горцев, служил в кавказских милиционных формированиях.
В 1831 году при занятии селения Маджалис в Дагестане был ранен ружейной пулей в левую руку с повреждением двух пальцев и 14 марта 1832 года за отличие был произведён в прапорщики. Также с отличием Юсуф-бек принимал участие в кампании 1839 года на Кавказе и был награждён орденом св. Владимира 4-й степени с бантом.
18 августа 1844 года штабс-капитан Юсуф-бек Кюринский был награждён орденом св. Георгия 4-й степени (№ 7127 по кавалерскому списку Григоровича — Степанова). В донесении об отличии было сказано:

«Во время движения к Цудахару соединённых Дагестанского и Самурского отрядов, под начальством генерала от инфантерии Лидерса, они встретили 1 июня огромные толпы неприятеля, занявшего под предводительством Шамиля, позицию на высотах левого берега Казикумыхского Койсу, против Цудахара. Быстрое и решительное наступление кавалерии, поддерживаемое следовавшими за ними другими войсками, заставили неприятеля оставить свою позицию и поспешно отступить по дороге на сел. Кулали. Цудахаринские жители, заняв высоты по правую сторону пути отступления неприятеля, наносили ему сильный урон метким огнём. Милиция Самурского отряда, поддержанная кавалерией, а вслед за нею и пехотой, перешедшей уже частью через мост, сильно стеснила неприятеля, столпившегося на длинном, крутом и узком подъёме на хребет, отделяющий Кара-Койсу от Койсу-Казикумухского. Неприятель быстро и с настойчивостью преследуемый, стал приходить в беспорядок. Наконец толпы его, находившиеся в хвосте отступавших, не могли выдержать натиска кавалерии. Конница подполковника Джамов-бека, а также казикумухцы и цудахарцы отбили у них при этом орудие; вслед за тем, на гребне хребта штабс-капитан Юсуф-бек с кюринскими нукерами и цудахарцами отбил у неприятеля одно за другим ещё два орудия. Таким образом вся неприятельская артиллерия, бывшая в этом деле, досталась в наши руки. Верстах в двух от подъёма по дороге к сел. Кудали, неприятель остановился на последних возвышениях, с которых дорога спускается в долину; но конница подполковника Джамов-бека-Кайтагского и кюринские нукеры штабс-капитана Юсуф-бека сбили его с этого возвышения и при спуске с высот нанесли ему значительную потерю. Преследуемый неприятель побежал от Кудали к карадахскому и хидатлинскому мостам; в 5 часов он совершенно скрылся из виду кавалерии, преследовавшей его за с.с. Салты и Кегер.»
Произведённый вслед за тем в майоры, Юсуф-бек 19 августа 1845 года получил золотую саблю с надписью «За храбрость». В 1849 году он произведён в полковники, а 1 октября 1852 года — в генерал-майоры. 26 августа 1856 года зачислен в Свиту Его Величества.
Продолжая службу на Кавказе, Юсуф-бек с 1859 года был управляющим Кюринским ханством в Южном Дагестане и на этом посту в 1861 году был награждён орденами св. Владимира 3-й степени с мечами и св. Станислава 1-й степени. С 1865 года состоял по армейской кавалерии при Кавказской армии, в 1871 году получил орден св. Анны 1-й степени.
Историк Гасан Алкадари писал, что «Гаджи Юсуф-хан в противность прежним ханам совершенно воздерживался от увеселений и от опьяняющих напитков и был человек богобоязненный и религиозный, совершавший обряды и дела благотворительности». «В его доме, как в медресе, постоянно были учащие и учащиеся наукам и искусствам».
В мае 1876 года Юсуф-бек вышел в отставку. 
19 декабря 1878 года Йусуф-бек скончался в городе Дербент и был похоронен на Кырхлярском кладбище.

## Память
Историком Гасаном Алкадари (1834—1910) была написана элегия по случаю смерти Йусуф-бека:
Увы! О, горе! Сиятельный Юсуф-хан
Переселился в вечность, отвернувшись от мира.
Его жизнь была красой Кавказа и мусульман.
Он был верным убежищем в эпоху смятения.
Остались без главы мусульмане в этих странах.
Он заслуживает, чтобы весь Дагестан оделся в траур.
 Боже, по милости твоей сделай его чистую могилу славной.
 И из рода его всегда создавай подобных ему.
 Конец месяца Зуль-када стал датой его смерти,
 Спустя после Гиджры лет тысяча двести девяносто пять.
 Берите, зрители, пример с него и помните смертный час.
 Не забывайте также этого покойного помирать доброй молитвой.